# Dallos
Dallos (ダロス, Darosu) é um OVA japonês de ficção científica lançado em 1983, dirigido por Mamoru Oshii e criado por Oshii e Hisayuki Toriumi (que também escreveu o roteiro com Oshii). É considerado o primeiro OVA lançado.[carece de fontes?] O enredo centra-se na colonização da Lua e na evolução da humanidade.

## História
Em um futuro próximo, a humanidade transferiu-se de uma Terra com seus recursos naturais esgotados para a Lua. Os atos de terrorismo levam a conflitos com o Governo Federal da Terra. A entidade misteriosa chamada Dallos parecesurge para restaurar as esperanças.

## Personagens
Shun Nonomura (シュン・ノノムラ)
Vozes por: Hideki Sasaki
Alex Riger
Vozes por: Shūichi Ikeda
Rachel
Vozes por: Rumiko Ukai
Melinda Hearst
Vozes por: Yoshiko Sakakibara
Dog McCoy
Vozes por: Tesshō Genda
Max
Vozes por: Hideyuki Tanaka
Taizō Nonomura (タイゾー・ノノムラ)
Vozes por: Mizuho Suzuki
Elna
Vozes por: Miki Fujimura
Katerina
Vozes por: Kōji Nakata
Kōji Nakata também narra a série.

## Lançamento
Em 1991, Celebrity Home Entertainment lançou uma dublagem americana da série em VHS sob o título Battle for Moon Station Dallos. Os três episódios foram editados em conjunto, como um filme. Esta nova versão foi mais tarde reeditada pela Best Film and Video Corp intitulada simplesmente "Dallos".